# LaSalle (Metro Montreal)

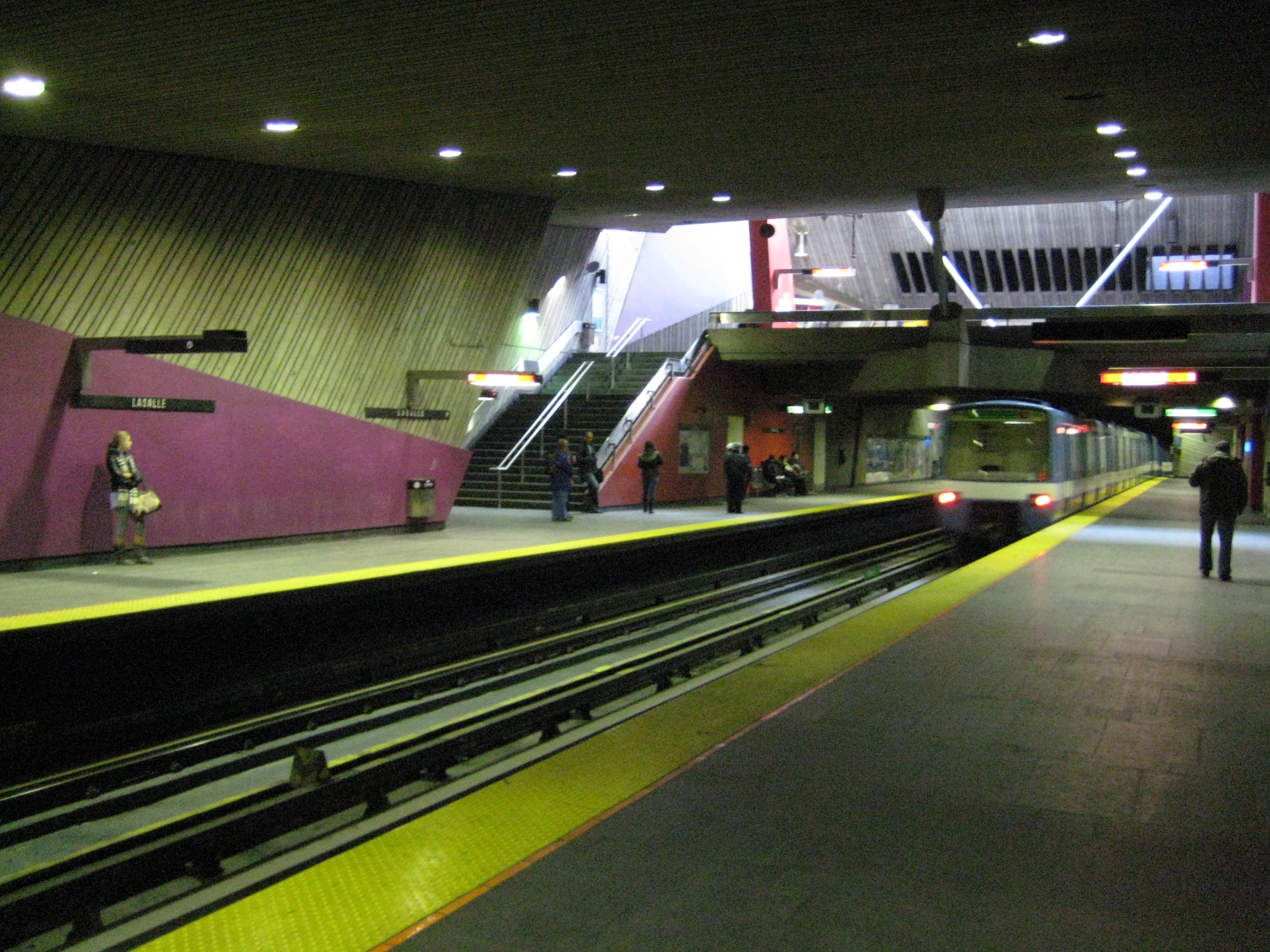
Blick auf die Bahnsteige

LaSalle ist eine U-Bahn-Station in Montreal. Sie befindet sich im Arrondissement Verdun an der Avenue Caisse. Hier verkehren Züge der grünen Linie 1. Im Jahr 2019 nutzten 1.511.712 Fahrgäste die Station, was dem 62. Rang unter den insgesamt 68 Stationen der Metro Montreal entspricht.

## Bauwerk

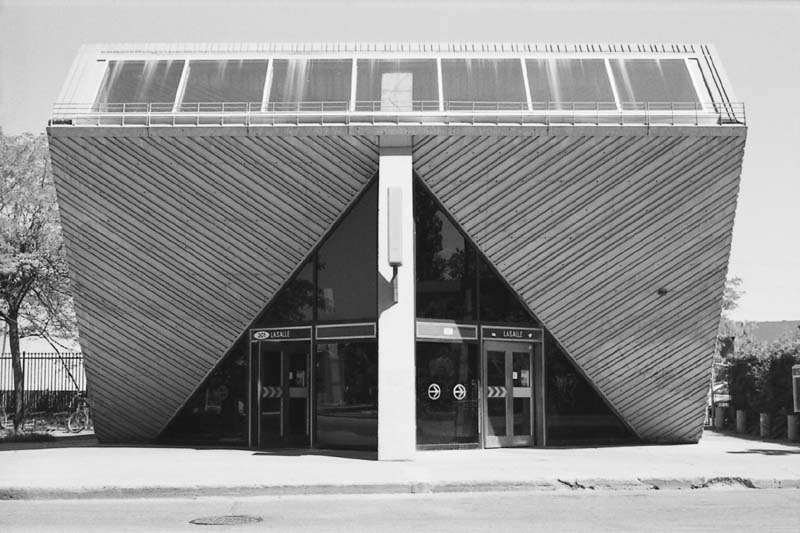
Eingangspavillon

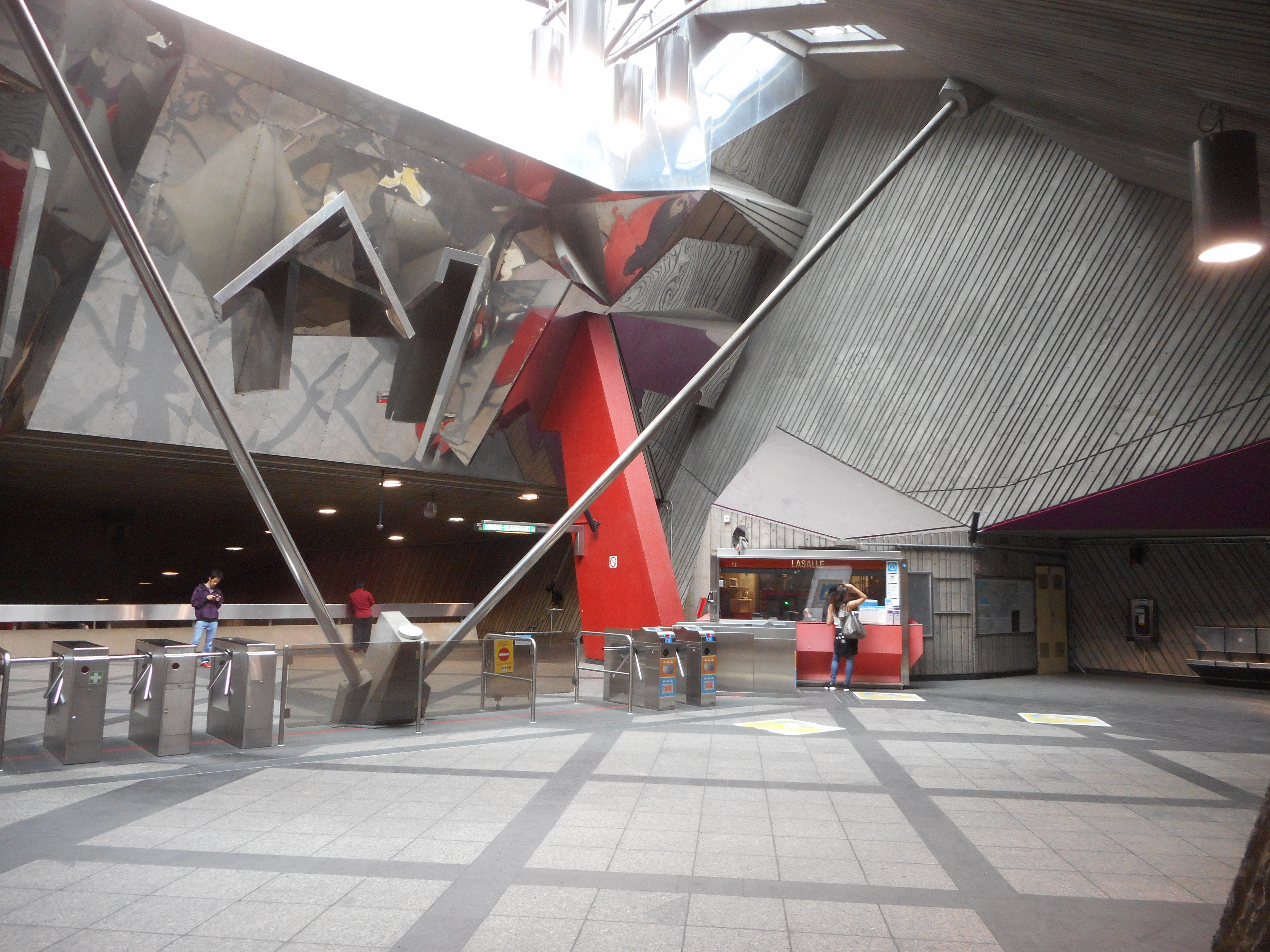
Verteilerebene

Die vom Architekturbüro Didier, Gillon et Larouche entworfene Station entstand in offener Bauweise. Sie ist auf ihrer gesamten Länge mit großflächigen geometrischen Formen in Rot-, Violett- und Grüntönen verziert. Die von der Architektin Michèle Tremblay-Gillon entworfenen Formen erstrecken sich zur Decke der Bahnsteige und von dort zur Verteilerebene sowie zur Eingangshalle. Als Kontrast dazu sind die Wände dunkelgrau gehalten und weisen diagonale Furchen auf. Es gibt praktisch keine rechten Winkel oder parallele Linien. Die Formensprache des Eingangspavillons mit seinen diagonalen Strukturen erinnert an die früheren Fabrikgebäude in der Umgebung.
In 9,8 Metern Tiefe befindet sich die Bahnsteigebene mit zwei Seitenbahnsteigen. Die Entfernungen zu den benachbarten Stationen, jeweils von Stationsende zu Stationsanfang gemessen, betragen 812,30 Meter bis De L’Église und 707,25 Meter bis Charlevoix. Es bestehen Anschlüsse zu fünf Buslinien und einer Nachtbuslinie der Société de transport de Montréal. In der Nähe befindet sich das Maison Saint-Gabriel.

## Kunst
Die verschiedenen geometrischen Formen, die sich durch die gesamte Station ziehen, werden durch ein weiteres Kunstwerk von Peter Gnass ergänzt. An einer Wand in einem Lichtschacht über der Verteilerebene hängt eine große Skulptur mit zahlreichen unterschiedlichen Winkeln, die das einfallende Sonnenlicht auf vielfältige Weise bricht und reflektiert. Die aus rostfreiem Stahl bestehende Skulptur ist 10,7 Meter hoch, 20,7 Meter breit und 3,3 Meter tief.

## Geschichte
Die Eröffnung der Station erfolgte am 3. September 1978, zusammen mit dem Teilstück Atwater–Angrignon der grünen Linie. Namensgeber ist der in unmittelbarer Nähe befindliche Boulevard LaSalle, benannt nach dem französischen Entdecker Robert Cavelier de La Salle (1643–1687). Verschiedentlich gab es Bestrebungen, den Namen zu ändern, da die Station in Verdun und nicht im benachbarten Arrondissement LaSalle liegt. Der Gemeindeverband der Region Montreal beschloss zwar am 21. November 1984 eine Umbenennung in Curé-Caisse, doch aus unbekannten Gründen ist sie nie vollzogen worden.